# Muara Empayang
Muara Empayang is een bestuurslaag in het regentschap Lahat van de provincie Zuid-Sumatra, Indonesië. Muara Empayang telt 299 inwoners (volkstelling 2010).